# Carcharocles
Carcharocles (u Otodus según otros taxónomos) es un género extinto de tiburones del orden Lamniformes. Estos vivieron entre finales del Eoceno hasta el Plioceno. El género usualmente incluye a la especie conocida informalmente como megalodonte (es decir, Carcharocles megalodon); sin embargo, algunas autoridades taxonómicas han situado a esta especie en varios otros géneros. Algunos autores además consideran a Carcharocles como un subgénero de Otodus.

## Especies
- Carcharocles aksuaticus Eoceno temprano, 56-47.8 millones de años (Menner, 1928)
- Carcharocles sokolovi Eoceno tardío al Oligoceno temprano, 35 a 30 millones de años Jaekel, 1895
- Carcharocles auriculatus (especie tipo), Eoceno tardío al Oligoceno tardío, 35 a 25 millones de años (Jordan, 1923)
- Carcharocles angustidens, Oligoceno tardío al Mioceno temprano, 33 a 22 millones de años (Agassiz, 1843)
- Carcharocles chubutensis, Oligoceno al Plioceno, 28 a 5 millones de años (Agassiz, 1843)
- Carcharocles megalodon (megalodonte), Mioceno temprano al Plioceno tardío, 23 a 3.6 millones de años (Agassiz, 1843) (género disputado)